# Supercopa Argentina 2023
La Supercopa Argentina 2023, llamada «Supercopa Argentina Betano» 2023, por motivos de patrocinio, fue la décima edición de esta copa nacional organizada por la AFA. Se disputó entre River Plate, campeón de la Liga Profesional 2023; y Estudiantes de La Plata, campeón de la Copa Argentina 2023.
El encuentro se jugó el 13 de marzo de 2024, en el estadio Mario Alberto Kempes de Córdoba. El ganador fue River Plate que consiguió su decimosexta Copa Nacional en su historia y tercer Supercopa, convirtiéndose en el máximo ganador de la competición hasta el momento.

## Equipos participantes
| River Plate      | Campeón de la Liga Profesional 2023 |
| Estudiantes (LP) | Campeón de la Copa Argentina 2023   |

## Partido
| 13 de marzo de 2024, 21:10 (UTC-3) | River Plate                           | 2:1 (0:1) | Estudiantes (LP) | Estadio Mario Alberto Kempes, Córdoba                 |                                                       |
|                                    | Z. Romero 80' (a.g.) · Aliendro 90+2' | Reporte   | Correa 3'        | Árbitro(s): Yael Falcón Pérez VAR: Hernán Mastrángelo | Árbitro(s): Yael Falcón Pérez VAR: Hernán Mastrángelo |

### Ficha
| 1          | Guardameta     | Franco Armani          |     |
| 2          | Defensa        | Sebastián Boselli      |     |
| 14         | Defensa        | Leandro González Pírez | 45' |
| 17         | Defensa        | Paulo Díaz             |     |
| 20         | Defensa        | Milton Casco           | 75' |
| 26         | Centrocampista | Ignacio Fernández      | 66' |
| 5          | Centrocampista | Matías Kranevitter     | 66' |
| 36         | Centrocampista | Pablo Solari           |     |
| 21         | Centrocampista | Esequiel Barco         |     |
| 11         | Centrocampista | Facundo Colidio        | 87' |
| 9          | Delantero      | Miguel Borja           |     |
| Entrenador | Entrenador     | Martín Demichelis      |     |

| 12         | Guardameta     | Matías Mansilla    |     |
| 14         | Defensa        | Eros Mancuso       | 78' |
| 6          | Defensa        | Federico Fernández |     |
| 2          | Defensa        | Zaid Romero        |     |
| 20         | Defensa        | Eric Meza          |     |
| 7          | Centrocampista | José Sosa          | 65' |
| 5          | Centrocampista | Santiago Ascacíbar |     |
| 22         | Centrocampista | Enzo Pérez         | 78' |
| 17         | Centrocampista | Javier Altamirano  | 55' |
| 18         | Delantero      | Edwuin Cetré       |     |
| 27         | Delantero      | Javier Correa      | 65' |
| Entrenador | Entrenador     | Eduardo Domínguez  |     |

| 31 | Defensa        | Santiago Simón    | 45' |
| 19 | Centrocampista | Claudio Echeverri | 66' |
| 23 | Centrocampista | Rodrigo Villagra  | 66' |
| 13 | Defensa        | Enzo Díaz         | 75' |
| 29 | Centrocampista | Rodrigo Aliendro  | 87' |

| 8  | Centrocampista | Fernando Zuqui       | 55' |
| 32 | Delantero      | Tiago Palacios       | 65' |
| 9  | Delantero      | Guido Carrillo       | 65' |
| 24 | Centrocampista | Bautista Kociubinski | 78' |
| 4  | Defensa        | Santiago Flores      | 78' |

| Anotado · Autogol | 80'   | Zaid Romero      | 1:1 |
| Anotado           | 90+2' | Rodrigo Aliendro | 2:1 |

| Anotado | 3' | Javier Correa | 0:1 |

| Amonestado | 40'   | Leandro González Pírez |
| Amonestado | 87'   | Rodrigo Villagra       |
| Amonestado | 90+2' | Rodrigo Aliendro       |

| Amonestado | 17' | José Sosa         |
| Amonestado | 39' | Javier Altamirano |
| Amonestado | 87' | Fernando Zuqui    |

| Árbitro             | Yael Falcón Pérez     |
| Árbitros asistentes | Maximiliano Del Yesso |
| Árbitros asistentes | Facundo Rodríguez     |
| Cuarto árbitro      | Pablo Echavarría      |
| Quinto árbitro      | Hugo Páez             |
| VAR                 | Hernán Mastrángelo    |
| Asistente del VAR   | Salomé Di Iorio       |

| 1          | Guardameta     | Franco Armani          |     |
| 2          | Defensa        | Sebastián Boselli      |     |
| 14         | Defensa        | Leandro González Pírez | 45' |
| 17         | Defensa        | Paulo Díaz             |     |
| 20         | Defensa        | Milton Casco           | 75' |
| 26         | Centrocampista | Ignacio Fernández      | 66' |
| 5          | Centrocampista | Matías Kranevitter     | 66' |
| 36         | Centrocampista | Pablo Solari           |     |
| 21         | Centrocampista | Esequiel Barco         |     |
| 11         | Centrocampista | Facundo Colidio        | 87' |
| 9          | Delantero      | Miguel Borja           |     |
| Entrenador | Entrenador     | Martín Demichelis      |     |

| 12         | Guardameta     | Matías Mansilla    |     |
| 14         | Defensa        | Eros Mancuso       | 78' |
| 6          | Defensa        | Federico Fernández |     |
| 2          | Defensa        | Zaid Romero        |     |
| 20         | Defensa        | Eric Meza          |     |
| 7          | Centrocampista | José Sosa          | 65' |
| 5          | Centrocampista | Santiago Ascacíbar |     |
| 22         | Centrocampista | Enzo Pérez         | 78' |
| 17         | Centrocampista | Javier Altamirano  | 55' |
| 18         | Delantero      | Edwuin Cetré       |     |
| 27         | Delantero      | Javier Correa      | 65' |
| Entrenador | Entrenador     | Eduardo Domínguez  |     |

| 31 | Defensa        | Santiago Simón    | 45' |
| 19 | Centrocampista | Claudio Echeverri | 66' |
| 23 | Centrocampista | Rodrigo Villagra  | 66' |
| 13 | Defensa        | Enzo Díaz         | 75' |
| 29 | Centrocampista | Rodrigo Aliendro  | 87' |

| 8  | Centrocampista | Fernando Zuqui       | 55' |
| 32 | Delantero      | Tiago Palacios       | 65' |
| 9  | Delantero      | Guido Carrillo       | 65' |
| 24 | Centrocampista | Bautista Kociubinski | 78' |
| 4  | Defensa        | Santiago Flores      | 78' |

| Anotado · Autogol | 80'   | Zaid Romero      | 1:1 |
| Anotado           | 90+2' | Rodrigo Aliendro | 2:1 |

| Anotado | 3' | Javier Correa | 0:1 |

| Amonestado | 40'   | Leandro González Pírez |
| Amonestado | 87'   | Rodrigo Villagra       |
| Amonestado | 90+2' | Rodrigo Aliendro       |

| Amonestado | 17' | José Sosa         |
| Amonestado | 39' | Javier Altamirano |
| Amonestado | 87' | Fernando Zuqui    |

| Árbitro             | Yael Falcón Pérez     |
| Árbitros asistentes | Maximiliano Del Yesso |
| Árbitros asistentes | Facundo Rodríguez     |
| Cuarto árbitro      | Pablo Echavarría      |
| Quinto árbitro      | Hugo Páez             |
| VAR                 | Hernán Mastrángelo    |
| Asistente del VAR   | Salomé Di Iorio       |

| Estadísticas           | River Plate | Estudiantes (LP) |
| ---------------------- | ----------- | ---------------- |
| Tiros                  | 18          | 9                |
| Tiros al arco          | 7           | 4                |
| Faltas                 | 12          | 14               |
| Tiros de esquina       | 12          | 2                |
| Penales                | 0           | 0                |
| Fueras de juego        | 1           | 0                |
| Posesión del balón     | 68%         | 32%              |
| Pases                  | 470         | 224              |
| Precisión de los pases | 81%         | 68%              |